# Оверхенд (бокс)
Оверхе́нд (от англ. overhand «через руку») — гибридный удар в боксе и кикбоксинге, представляющий собой смесь дуговой траектории хука с позицией нанесения кросса. В отличие от правого кросса, идущего параллельно земле, оверхенд идёт по дуге. Удар наносится по верховой дуге над руками соперника в голову, обрушиваясь на него под чрезвычайно неудобным углом. Традиционно состоит на вооружении у низкорослых боксёров, позволяя им донести «динамит» своих перчаток до более габаритных оппонентов. Из владевших оверхендом тяжеловесов выделяются Рокки Марчиано, Тим Уизерспун и др. Этот удар существует в ударной технике западных школ бокса, хоть и не является классическим. В отечественной же школе представлен только в кикбоксинге, где в целом употребляется более часто.

## Техника исполнения

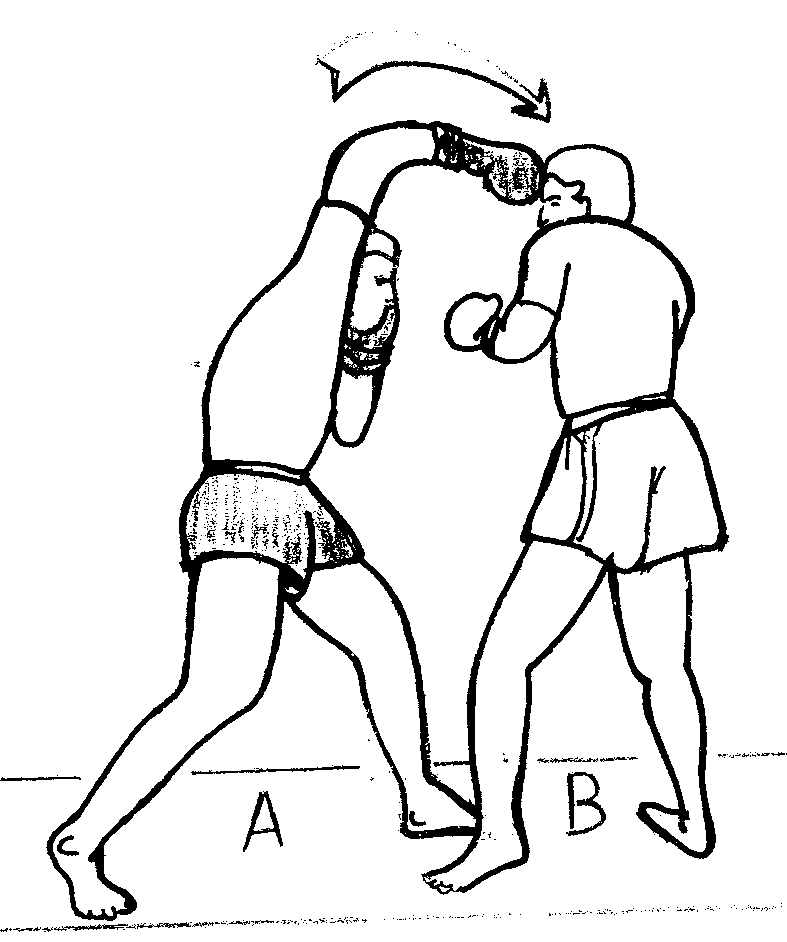
Правый оверхенд в ближнем диапазоне
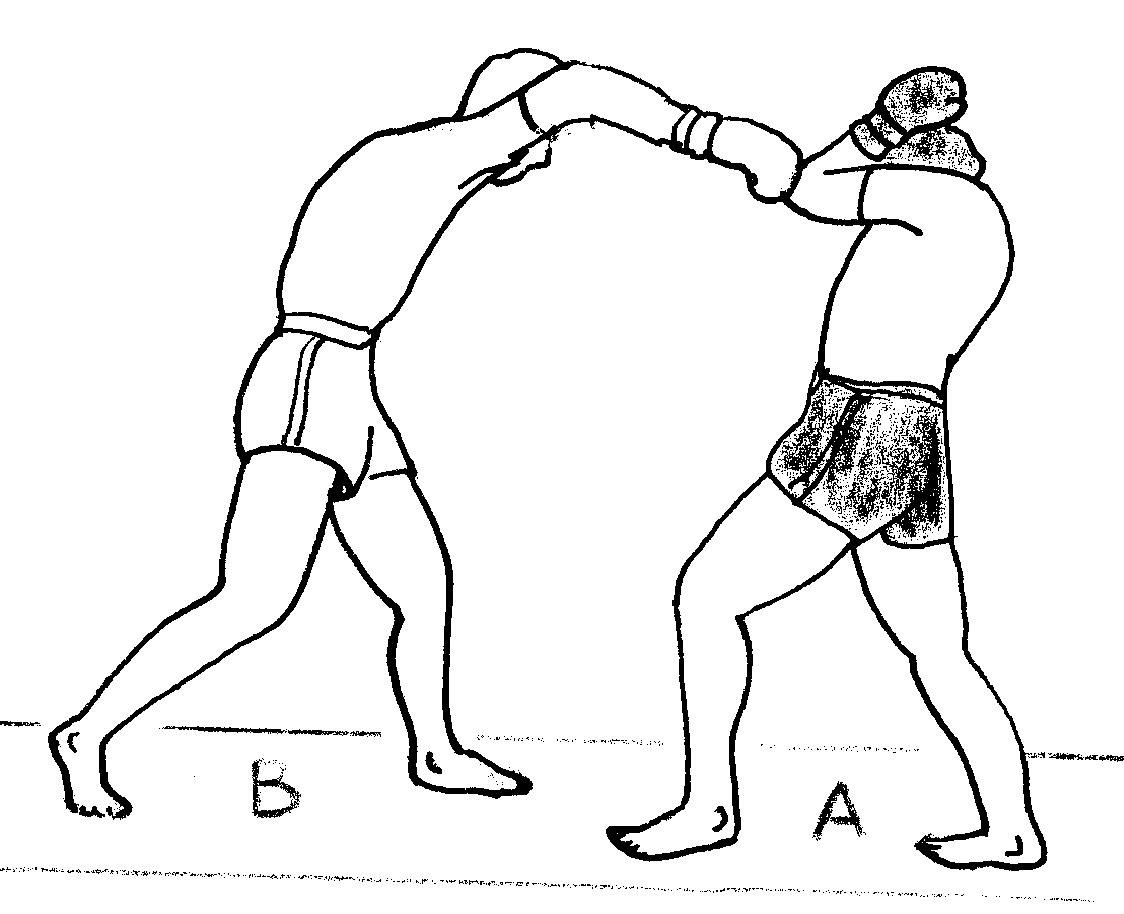
Правый оверхенд в длинном диапазоне
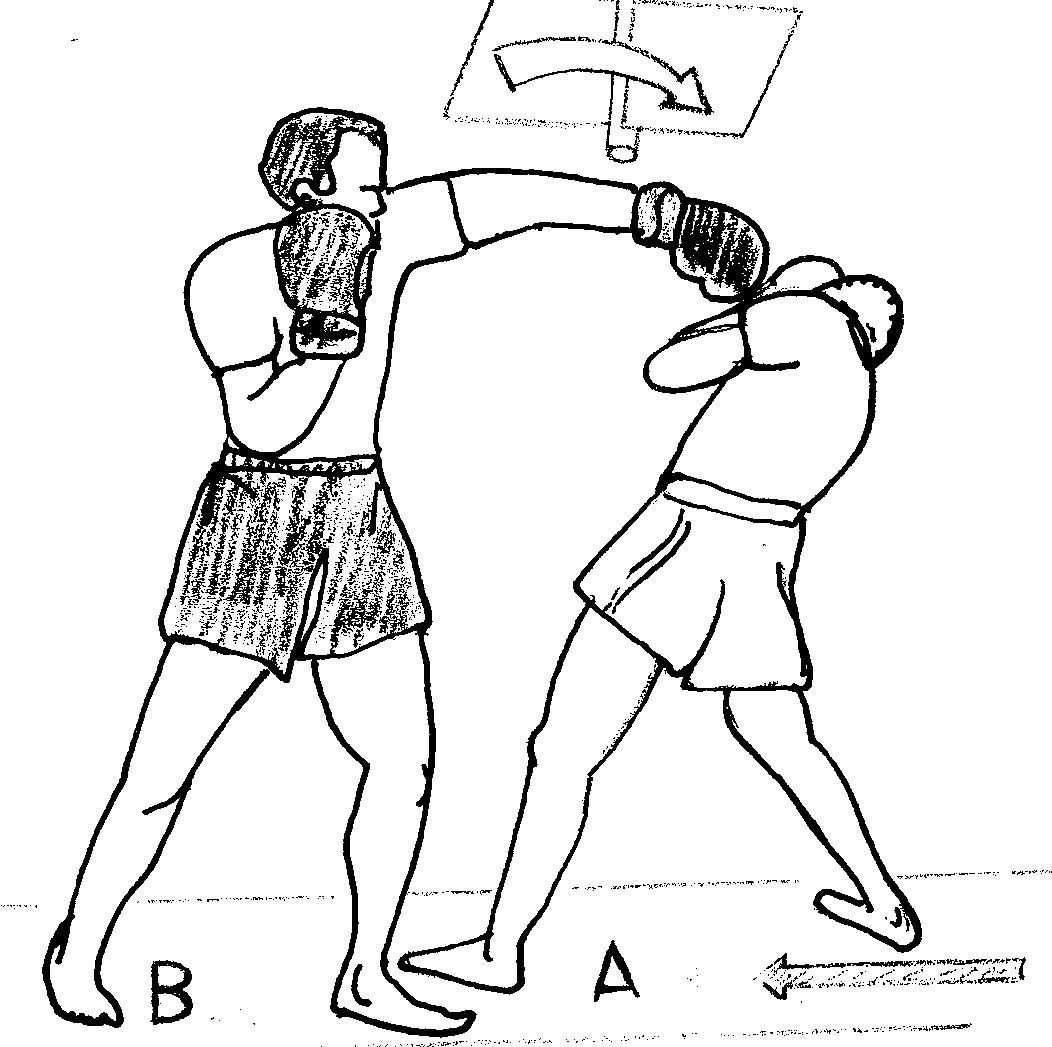
Левый оверхенд в длинном диапазоне
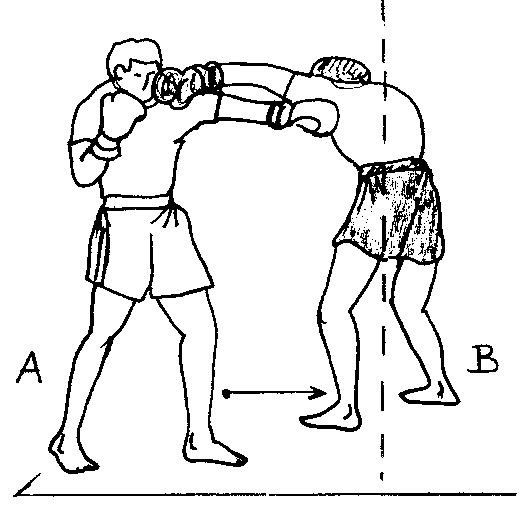
Левый оверхенд в длинном диапазоне и контрудар

### Позиция
Оверхенд требует подготовки. Нужно отвлечь противника, заставить его открыться. Для этого хорошо подходят быстрые прямые удары (джебы), играющие роль финта и не несущие в себе сокрушительной силы. В момент, когда противник начнет опускать руки, наступает момент посылания заряженного оверхенда в голову. Причём в отличие от легковесных предваряющих джебов делать его нужно задней, более сильной рукой. 

### Удар
Максимальную силу этому удару придают диагональное скручивание корпуса сверху вниз и толчок опорной ноги. Целиться при этом нужно не в само лицо, а на несколько сантиметров за ним. Таким образом сила удара будет максимальна за счёт того, что в него будет вложен каждый килограмм веса бьющего. Однако если противник уклонится, у бьющего есть шанс пролететь мимо соперника и открыться под его контрудар. 

### Защита
После того, как нанесён оверхенд, бьющий остаётся в абсолютно открытой позиции. Поэтому переднюю неосновную руку во время оверхенда нужно держать повыше: это защитит голову от контрудара противника. Также полезно после удара делать отскок, разрывая дистанцию с оппонентом.